# Siegfried III. (Weimar-Orlamünde)
Siegfried III. von Weimar-Orlamünde (* um 1155; † 1206) war von 1172 bis 1206 ein Graf aus dem Geschlecht der Askanier (siehe Münzstätte Weimar, Brakteat Siegfrieds.)
Siegfried III. war ein Sohn des Grafen Hermann I. und Enkel Albrechts des Bären. Als solcher war er Neffe Markgraf Ottos I. von Brandenburg, Graf Dietrichs von Werben und Graf Bernhards von Anhalt, ab 1180 Herzog von Sachsen, sowie des Brandenburger Bischofs Siegfried, ab 1180 Erzbischof von Bremen. 
Er war verheiratet mit Sophia von Dänemark (* 1159; † um 1208), einer Tochter des dänischen Königs Waldemar I. – aus der Ehe sind hervorgegangen:
- Albrecht II.
- Hermann II.

Wie schon der Vater, und seine Onkel in Brandenburg, Werben, Anhalt und Bremen, war er ein Anhänger der Staufer und bis zu dessen Entmachtung, ein Gegner Heinrichs des Löwen. 
Siegfried III. hielt sich längere Zeit in Dänemark auf.